# Батальне
Бата́льне (до 1945 — Арма́-Елі́, крим. Arma Eli) — село Керченського району Автономної Республіки Крим.
Село Батальне розташоване на трасі М17 (E97) між Феодосією і Керчю.
Тут знаходяться мусульманська мечеть і протестантський храм.

## Історія
Відоме з 1667 року як Юзмак. Пізніше згадується як Агирмак-Елі, а після анексії Кримського ханства російською імперією — як Агерман або Арма-Елі. Жителі займалися виноробством.
Згідно зі Списком населених пунктів Кримської АРСР по Всесоюзному перепису 17 грудня 1926 року, в селі було 69 дворів, з них 61 селянський, населення становило 274 особи (132 чоловіки та 142 жінки). У національному відношенні враховано: 155 кримських татар, 99 росіян, 5 українців, 3 білоруси, 12 записано у графі «інші», діяла кримськотатарська школа.
В роки радянсько-української та Другої світової воєн тут, в самій вузькій частині Керченського півострова, проходили запеклі бої. В 7 кілометрах на захід від села збереглися залишки двох бетонних дотів по обидва боки шосе, перед якими проглядається протитанковий рів — так звані Ак-Монайські позиції.
В 1945 році, після депортації кримських татар, село було перейменовано на Батальне.
У 1968—1988 тут мешкав кримськотатарський художник Айдер Комурджи, один з перших депортаваних, яким вдалося повернутися до Криму.